# Hydrophis viperinus
Hydrophis viperinus е вид змия от семейство Аспидови (Hydrophiidae).

## Разпространение
Видът е разпространен в Бангладеш, Бахрейн, Виетнам, Индия (Андамански и Никобарски острови), Индонезия, Ирак, Иран, Камбоджа, Катар, Китай, Кувейт, Малайзия, Мианмар, Обединени арабски емирства, Оман, Пакистан, Саудитска Арабия, Сингапур, Тайван, Тайланд, Филипини, Шри Ланка и Япония.